# Mary Astell
Mary Astell (Newcastle upon Tyne, 12 novembre 1666 – Londra, 11 maggio 1731) è stata una scrittrice e filosofa britannica.
La sua difesa delle pari opportunità educative per le donne le è valso il titolo di "prima femminista inglese".

## Primi anni
Sono sopravvissute poche registrazioni della vita di Mary Astell. La biografa Ruth Perry spiega: "come donna aveva pochi o nessun affare nel mondo del commercio, della politica o della legge. È nata, è morta, ha posseduto una piccola casa per alcuni anni; teneva un conto in banca; ha contribuito ad aprire una scuola di beneficenza a Chelsea: questi sono i fatti che gli elenchi pubblici possono fornire". Solo quattro delle sue lettere furono salvate e queste perché erano state scritte a uomini importanti del periodo. Facendo ricerche sulla biografia, Perry ha scoperto più lettere e frammenti di manoscritti, ma osserva che se Astell non avesse scritto a ricchi aristocratici che potevano permettersi di tramandare intere proprietà, ben poco della sua vita sarebbe sopravvissuto.
Mary Astell nacque a Newcastle upon Tyne nel 1666, da Peter e Mary (Errington) Astell. I suoi genitori avevano altri due figli, William, che morì in tenera età, e Peter, suo fratello minore. Fu battezzata nella chiesa di San Giovanni a Newcastle. La sua famiglia era di classe medio-alta e Mary visse a Newcastle durante la sua prima infanzia. Suo padre era un anglicano realista conservatore che gestiva una compagnia di carbone locale. In quanto donna, Mary non ricevette un'istruzione formale, sebbene avesse ricevuto un'istruzione informale da suo zio quando aveva otto anni, un ex pastore di nome Ralph Astell i cui attacchi di alcolismo gli recarono la sospensione dalla Chiesa d'Inghilterra. Sebbene sospeso dalla Chiesa, era affiliato alla scuola filosofica con sede a Cambridge basante i suoi insegnamenti su filosofi come Aristotele, Platone e Pitagora . Suo padre morì quando lei aveva 12 anni, lasciandola senza dote.

## Carriera
Dopo la morte di sua madre e sua zia nel 1688, Astell si trasferì a Chelsea, Londra, dove conobbe una cerchia di donne letterarie e influenti, tra cui Lady Mary Chudleigh, Elizabeth Thomas, Judith Drake, Elizabeth Elstob e Lady Mary Wortley Montagu. Queste contribuirono a sviluppare e pubblicare il suo lavoro, così come William Sancroft, in precedenza arcivescovo di Canterbury il quale, credendosi vincolato dal suo precedente giuramento a Giacomo II, si rifiutò di giurare fedeltà a Guglielmo III dopo la gloriosa rivoluzione del 1688 e divenne un Nonjuror. In seguito Astell gli dedicò una raccolta di poesie.
Fu una delle prime donne inglesi, dopo Bathsua Makin, a sostenere l'idea che le donne fossero altrettanto razionali quanto gli uomini e altrettanto meritevoli di istruzione. Pubblicato per la prima volta in forma anonima e firmato "Da un amante del suo sesso" nel 1694, il suo Serious Proposal to the Ladies for the Advancement of their True and Greatest Interest presenta un piano per un college tutto al femminile in cui le donne possano perseguire una vita intellettuale. Nel 1697 pubblicò la seconda parte della sua Serious Proposal Wherein a Method is offered for the Improvement of their Minds.
Nel 1700 pubblicò Some Reflections upon Marriage. Critica argutamente le basi filosofiche dell'istituzione del matrimonio nell'Inghilterra del 1700, avvertendo le donne dei pericoli di una scelta frettolosa o sconsiderata. La Duchessa di Mazarine è usata come esempio dei "pericoli di un'istruzione malata e di un matrimonio ineguale". Astell sostiene che l'istruzione aiuterà le donne a fare scelte matrimoniali migliori e ad affrontare le sfide dello stato coniugale: "Ha bisogno di una Ragione forte, di uno Spirito veramente cristiano e ben temperato, di tutta l'Assistenza che la migliore Istruzione possa darle, e dovrebbe avere qualche buona certezza della sua fermezza e virtù, chi si avventura in una simile prova".
Astell avverte che la disparità di intelligenza, carattere e fortuna può portare alla miseria e raccomanda che il matrimonio sia basato su un'amicizia duratura piuttosto che su un'attrazione di breve durata. Una donna dovrebbe cercare "una buona comprensione, una mente vertiginosa, e in tutti gli altri aspetti lasciare che ci sia la massima uguaglianza possibile". Astell approfond' questo tema in risposta ai critici nella terza edizione di Some Reflections on Marriage.
Si ritirò dalla vita pubblica nel 1709 per diventare capo di una scuola di beneficenza per ragazze a Chelsea, finanziata dalle due ricche filantrope Lady Catherine Jones e Lady Elizabeth Hastings. Sostenuta dalla Society for the Propagation of Christian Knowledge, Astell progettò il curriculum della scuola e si pensa che sia stata la prima scuola in Inghilterra con un consiglio scolastico di sole donne. A 60 anni Astell andò a vivere con Lady Catherine Jones, con la quale risiedette fino alla sua morte nel 1731.
Morì a Londra pochi mesi dopo una mastectomia per rimuovere il seno destro canceroso. Negli ultimi giorni si rifiutò di vedere ognuno dei suoi conoscenti e rimase in una stanza con la sua bara pensando solo a Dio. Fu sepolta nel cimitero della chiesa di Chelsea a Londra.
Astell è ricordata per la sua capacità di discutere liberamente con uomini e donne contemporanei, e in particolare per i suoi metodi innovativi di negoziazione della posizione delle donne nella società impegnandosi in dibattiti filosofici (Cartesio fu un'influenza particolare) piuttosto che basare le sue argomentazioni su prove storiche come si era tentato di fare in precedenza. La teoria del dualismo di Cartesio, una mente e un corpo separati, permise ad Astell di promuovere l'idea che le donne, così come gli uomini, avessero la capacità di ragionare e, di conseguenza, non sarebbero dovute essere trattate così male: "Se tutti gli uomini sono nati liberi, perché tutte le donne nascono schiave?"

## Libri
Tutti i lavori di Mary Astell sono stati pubblicati in forma anonima. I due libri più noti di Astell, A Serious Proposal to the Ladies, for the Advancement of Their True and Greatest Interest (1694) e A Serious Proposal, Part II (1697), delineano il suo piano per stabilire un nuovo tipo di istituzione per le donne e per assistere nel fornire alle donne un'istruzione sia religiosa che laica. Suggerisce di estendere le possibilità di carriera delle donne oltre la madre e la suora. Pensava che le donne non istruite si preoccupassero della bellezza e della vanità, e questa mancanza di istruzione era la radice della loro inferiorità rispetto agli uomini, non che fossero naturalmente inferiori. Astell voleva che tutte le donne avessero la stessa opportunità degli uomini di trascorrere l'eternità in paradiso con Dio, e credeva che per questo avessero bisogno di essere istruite e di comprendere le loro esperienze. L'educazione in stile "monaco" che proponeva avrebbe permesso alle donne di vivere in un ambiente protetto, senza le influenze della società patriarcale esterna.
La sua proposta non fu adottata perché secondo i critici sembrava "troppo cattolica" per gli inglesi. In seguito le sue idee sulle donne furono satirizzate in The Tatler dallo scrittore Jonathan Swift. Mentre lo scrittore Daniel Defoe ammirava la prima parte della proposta di Astell, riteneva che i suoi consigli fossero "impraticabili". Tuttavia, Patricia Springborg osserva che la stessa raccomandazione di Defoe per un'accademia per donne, come dettagliato nel suo Essay upon Projects, non differiva in modo significativo dalla proposta originale di Astell.
Alcuni anni dopo pubblicò la seconda parte di A Serious Proposal, descrivendo in dettaglio la propria visione dell'educazione per le donne di corte. Si distaccò dallo stile retorico contemporaneo del periodo in cui gli oratori parlavano davanti a un pubblico per l'apprendimento, offrendo piuttosto uno stile colloquiale per insegnare ai "vicini" il modo corretto di comportarsi. Si riferiva solo alla Logica di Port-Royal come fonte di influenza contemporanea, sebbene si basasse ancora sulle teorie retoriche classiche mentre presentava le sue idee originali. Nella sua presentazione scrisse che la retorica, come arte, non richiede un'educazione maschile per essere padroneggiata, ed elencò i mezzi con cui una donna possa acquisire le competenze necessarie dalla logica naturale.
All'inizio degli anni 1690 Astell intraprese una corrispondenza con John Norris dopo aver letto i suoi Practical Discourses, upon several Divine subjects. Le lettere illuminarono i pensieri di Astell su Dio e la teologia. Norris ritenne le lettere degne di pubblicazione e le fece pubblicare con il consenso di Astell come Letters Concerning the Love of God (1695). Il suo nome non compare nel libro, ma la sua identità fu presto scoperta e il suo stile retorico fu molto lodato dai suoi contemporanei.

## Temi

### Amicizia
Uno dei notevoli contributi di Astell alle idee di amicizia femminile del XVIII secolo si basa sulle esigenze politiche di formare alleanze. Jacqueline Broad vede il legame di amicizia di Astell come più aristotelico in cui si formano alleanze per amore della reciprocità virtuosa. Tuttavia, Nancy Kendrick non accetta il punto di vista di Broad. Sente che la "teoria dell'amicizia di Astell sia decisamente anti-aristotelica". Sebbene Astell abbracciasse l'amicizia aristotelica della virtù morale, Kendrick afferma che Astell trattava "gli amici virtuosi come quelli che si amano per quello che sono essenzialmente" e non solo per il bene della reciprocità. Contrariamente ad Aristotele, Astell sostiene che l'autentica amicizia virtuosa è nata dalla natura divina di Dio, diventando così amicizia spirituale. Inoltre a differenza di Aristotele, vedeva questo amore nell'amicizia che si estende verso i propri nemici perché l'Amore Divino abbraccia tutta l'umanità.
Tuttavia, la sua enfasi sull'importanza della religione per l'amicizia femminile e il pensiero femminista irritò i suoi critici contemporanei.
Astell si considerava una donna moderna e autosufficiente, che aveva una precisa missione per salvare il suo sesso dall'oppressione dei maschi.

### Istruzione per le donne
Non avendo mai ricevuto un'istruzione formale, Astell credeva che le donne dovessero essere educate in un ambiente spirituale, lontano dalla società con solo altre donne. Sentiva che il mondo era così corrotto a causa del dominio maschile che le donne avrebbero dovuto ricevere un'istruzione libera dall'influenza degli uomini. Sebbene avesse suggerito di creare una scuola per donne nella sua prima proposta, non ne vide mai la creazione nella sua vita.
Astell sosteneva che le donne avrebbero dovuto ricevere un'istruzione uguale a quella degli uomini e che sarebbero dovute essere in grado di astenersi dal sposarsi se lo desiderassero. Tuttavia, qualora volessero sposarsi, sarebbero dovute essere soggette alla volontà dei loro mariti.

### Matrimonio
Astell si considerava autosufficiente ed era orgogliosa di portare avanti la sua missione per salvare il suo sesso senza l'aiuto dell'autorità maschile, che sentiva trattenere le donne in un luogo di sottomissione.
George Ballard, biografo del XVII secolo di Astell, affermò che, sebbene non si fosse mai sposata, ricevette una proposta di matrimonio da un eminente ecclesiastico ma le trattative matrimoniali si interruppero, lasciando Astell delusa.

### Religione e politica
Astell beffeggia John Locke criticando Essay Concerning Human Understanding e The Reasonableness of Christianity, insieme ad altre opere che considera sociniane. Attacca il suo scetticismo nei confronti della verità scritturale e della divinità di Gesù Cristo, obiettando fortemente che Cristo è semplicemente una "persona straordinaria" e che non c'è differenza tra la fede cristiana e quella islamica in Dio. Nelle sezioni 2 e 3 di The Christian Religion, Astell si concentrò sul "dovere verso Dio" e sul "dovere verso il nostro prossimo" affermando che tutti gli esseri umani "sono fratelli" e l'orgoglio peccaminoso ci porta a trattare gli altri come "creature di una specie diversa". Questo pensiero si affianca alle sue convinzioni sulla natura essenziale delle distinzioni gerarchiche, che spiega affermando che le opere di Dio "non possiedono necessariamente lo stesso grado di perfezione".
L'essere stata esposta in gioventù a situazioni politiche violente come disordini civili e rivolte nelle strade di Newcastle è probabilmente ciò che ha contribuito a sviluppare il suo interesse per la politica. Aveva "idealizzato" il re Carlo I e considerava i suoi successori Guglielmo e Maria governanti "illegittimi" al trono d'Inghilterra. La politica del Tory e il patriottismo inglese la portarono ad affermare che "è meglio che alcuni innocenti soffrano della maestà del governo, e in questo caso l'autorità divina dovrebbe essere violata".

## Opere
- A Serious Proposal to the Ladies for the Advancement of their True and Greatest Interest. By a Lover of Her Sex. 1694, 1695, 1696, 1697, 1701, 1703
- Some Reflections Upon Marriage, Occasioned by the Duke and Duchess of Mazarine's Case; Which is Also Considered. London: Printed for John Nutt, near Stationers-Hall, 1700, Also: 1703, 1706, 1730 (two editions)
- A Fair Way with Dissenters and their Patrons. Not writ by Mr. L – - – - – y, or any other Furious Jacobite, whether Clergyman or Layman; but by a very Moderate Person and Dutiful Subject to the Queen. 1704
- An Impartial Enquiry into the Causes of Rebellion and Civil War in this Kingdom: In an examination of Dr. Kennett’s sermon, 31 Jan. 1703/4. And Vindication of the Royal Martyr. 1704
- The Character of the Wisest Men. Re-printed and published by the Author’s Friends.  1704
- Moderation Truly Stated: or, a review of a late pamphlet, entitul’d Moderation a virtue, or the occasional conformist justify’d from the imputation of hypocricy. Wherein this justification is further consider’d, …. 1704
- Letters concerning the love of God, between the author of the proposal to the ladies and Mr. John Norris: Wherein his late Discourse, shewing, That it ought to be intire and exclusive of all other Loves, is further Cleared and Justified. Published by J. Noris, M. A. Rector of Bemerton near Sarum. The second edition, corrected by the authors, with some few things added. 1705, 1730
- The Christian religion, as profess’d by a daughter of the Church of England. 1705, 1717, 1730
- Bart’lemy Fair: or an enquiry after with: in which due respect is had to a letter concerning enthusiasm, to my Lord ***. By Mr. Wotton. 1709
- An enquiry after wit: wherein the trifling arguing and impious raillery of the late Earl of Shaftesbury, in his Letter concerning enthusiasm, and other profane writers, are fully answer’d and justly exposed. 1722
- (Attribuito) An essay in defence of the female sex. In which are incerted the characters of a pedant, a squire, a beau, a virtuoso, a poetaster, a city-critick, &c. In a letter to a lady. Written by a lady. 1696, 1697
- (Attribuito) Six familiar essays upon marriage, crosses in love, sickness, death, loyalty, and friendship, written by a lady. 1696